# Quinto Élio Peto (cônsul em 167 a.C.)
Quinto Élio Peto (em latim: Quintus Aelius Paetus) foi um político da gente Élia da República Romana eleito cônsul em 167 a.C. com Marco Júnio Peno. Era filho de Públio Élio Peto, cônsul em 201 a.C., e sobrinho de Sexto Élio Peto Cato, cônsul em 198 a.C..

## Primeiros anos
Peto foi nomeado áugure em 174 a.C., assumindo o posto que era de seu pai.

## Consulado (167 a.C.)
Foi eleito cônsul em 167 a.C. com Marco Júnio Peno. Peto recebeu a Gália Cisalpina e Peno, a Ligúria (Pisae), como províncias consulares enquanto seu colega recebeu. Como nenhum dos dois realizou qualquer campanha de maior importância, ambos voltaram a Roma depois de devastarem o território da Ligúria.
Este é o "Élio" mencionado por Valério Máximo e Plínio em um episódio no qual ele teria sido protagonista: os etólios, depois de perceberem que Peto fazia suas refeições em simples pratos de argila, lhe enviaram, durante seu consulado, esplêndidos pratos de prata, mas ele recusou o presente. Valério o chama de "Quinto Élio Tuberão" e Plínio, "Cato Élio". Ambos parecem tê-lo confundido com outra pessoa de mesmo nome e Plínio, além disso, afirma incorretamente que ele seria parente de Lúcio Emílio Paulo Macedônico, o conquistador da Macedônia.